# Koleraudbruddet i Zimbabwe 2008-2009
Koleraudbruddet i Zimbabwe 2008-2009 var en koleraepidemi i Zimbabwe, som begyndte i august 2008 som fejede igennem landet og spredte sig til Botswana, Mozambique, Sydafrika og Zambia. Inden 31. december 2008 var der meldt om 30.938 tilfælde, hvoraf 1.551 dødsfald. Den zimbabwiske regering erklærede undtagelsestilstand efter udbruddet, og efterspurgte international bistand.